# 유승호
유승호(兪承豪, 1993년 8월 17일~)는 대한민국의 배우로, 본관은 기계이며, 인천 출생이다. 1999년에 CF 광고 모델로 처음 출발한 그는, 2000년 특집극 《가시고기》로 본격 연기를 시작하였다. 2002년 영화 《집으로...》 이후 드라마 《불멸의 이순신》, 《부모님 전상서》, 《태왕사신기》, 《왕과 나》, 영화 《마음이...》, 《부산》, 《블라인드》 등에 아역 배우로 출연했다. 2014년 육군 병장으로 만기 전역하고 난 이후, 2015년 드라마 《리멤버 - 아들의 전쟁》과 영화 《조선마술사》, 《봉이 김선달》로 복귀하였다.

## 학력
- 백신고등학교 졸업

## 생애
유승호는 1993년 8월 17일 대한민국 인천광역시 계양구 작전동에서 1남 1녀 중 막내로 태어났다. 2012년 백신고등학교를 졸업했다. 2011년 대학 진학을 앞두고 있었지만, 그는 연기 활동에 집중하기 위해 대학 진학을 하지 않겠다고 밝히며, 한 대학 측의 특례 입학 제안을 거절했다. 이에 유승호는 자신의 소신을 밝히기도 했다.
| “ | 연기에 집중하기 위해 당연한 일이라며 '이미지 좋게 해야지'라고 생각했던 적은 없다. 중·고등학교 때 '나중에 무식하다는 소리 듣기 싫으면, 공부해야 해'라는 말을 많이 들어 학교에서 최선을 다하긴 했다. 잘 하지는 않았지만, 중간 정도는 했는데 같은 양을 공부할 수도 없으니 공평하지 않다고 느꼈다. 그래서 의무 교육이 끝났을 때, 공부를 그만하겠다고 말했다. 지금도 후회는 없다. 대학에 진학했으면, 출석도 잘 못하고 성실히 다니지 못했을 것 같다. 그러니 여러모로 안 가길 잘했다는 생각이다. | ” |
|   | — 톱스타뉴스 2016년 11월 18일 |   |

### 2000-2004: 초기 경력
2000년 MBC 특집극 《가시고기》로 아역 배우로 데뷔했다. 조창인 작가의 동명의 베스트 소설을 극화한 이 작품은 백혈병에 걸린 아들을 살려내기 위해 자신의 모든 것을 희생하는 아버지(정보석 분)의 숭고한 사랑을 다뤘다. 당시 8살이었던 유승호는 속 깊은 아들 정다움 역할을 맡아 나이답지 않은 깊은 감정선을 보이며 호평을 받았다.
2002년 첫 번째 영화 《집으로...》는 시골 할머니 집으로 보내진 7살 소년과 할머니가 그리는 가슴 따뜻한 작품이다. 유승호는 미운 7살답게 할머니(김을분 분)를 괴롭히고 켄터키 후라이드를 찾는 손자 상우 역을 연기했다. 저예산 영화에도 불구하고 400만 명이 넘는 놀라운 흥행 기록을 세우며 큰 화제를 불러 모았다. 그는 훈훈한 아역배우이자 ‘국민 남동생’이라는 타이틀을 얻게 되었다. 이후 유승호는 철없는 아빠 철수와 어른스러운 아들, 그리고 8년 만에 나타난 엄마 사이에서 벌어지는 이야기를 그린 영화 《돈 텔 파파》(2004), 개와 인간의 우정을 그린 영화 《마음이》(2006), 1970년대를 시대적 배경으로 서울로 수학여행을 꿈꾸는 외진 섬에 사는 학교 아이들의 순수하고 유쾌하게 그린 영화 《서울이 보이냐?》(2008)와 다수의 단막극, 여러 드라마 《러브레터》(2003), 《단팥빵》 외에도 평범한 부부 안성실(김희애 분)과 박창수(허준호 분)의 자폐성 발달 장애아 아들 박준이 역을 맡아 인상 깊은 연기를 펼친 KBS 주말 연속극 《부모님 전상서》, 이순신 장군(김명민 분)의 아역을 연기한 《불멸의 이순신》(2004) 등에 출연했다.

### 2005-2012: 대세 아역배우 및 하이틴 배우로 활약
유승호는 KBS2 어린이 드라마 《마법전사 미르가온》(2005)에서 연기를 계속해 나갔고, 《슬픈 연가》(2005), 《왕과 나》, 《태왕사신기》(2007) 등에서 주인공들의 어린 시절을 도맡아 연기했다.
2009년, 유승호는 영화 《부산》과 《4교시 추리영역》에 출연했다. 그는 또한 MBC 사극 드라마 《선덕여왕》에서 김춘추 역할로 출연하였고, 성인 연기자 못지않은 연기력으로 안방극장 시청자들의 시선을 사로잡으며 MBC 연기대상 신인상을 수상했다. 이후 일본 만화 《최강입시전설 꼴찌, 동경대 가다!》를 원작으로 한 KBS2 학원물 드라마 《공부의 신》에서 공부와 담쌓은 채 아무런 목표 없이 살아가는 문제아 황백현 역과 MBC 드라마 《욕망의 불꽃》에서 인기 톱스타 백인기[박혜진](서우 분)와 순수한 사랑을 나누고 이뤄질 수 없는 사랑에 아파하는 재벌 3세 김민재 역을 연기하며 본격적인 성인 연기자로 나섰다.

유승호는 2010년 《사랑의 리퀘스트》 600회 특집을 위해 아이유와 함께 ‘사랑을 믿어요’라는 노래를 소개해 음원으로 출시하기도 했다. 이 노래의 가사는 스리랑카에서 전쟁고아들의 참담한 생활상을 직접 목격하고 경험한 그가 현지에서 기록한 일기 내용을 기반으로 했다.
2011년, 유승호는 만화가 이재헌의 ‘야뇌 백동수’를 원작으로 한 SBS 액션 사극 드라마 《무사 백동수》에서 살성을 타고난 여운 역을 맡아 남성미를 발산했다. 방송 초기에는 악역을 여린 이미지의 유승호가 해낼 수 있을까 우려도 있었지만, 유승호는 훌륭히 소화해냈고 또 다른 매력을 발견했다는 반응을 얻으며 호의적인 평을 얻었다. 그는 또한, 황선미의 베스트셀러 아동소설을 각색한 애니메이션 영화 《마당을 나온 암탉》으로 더빙 연기를 하였다. 그는 스릴러 영화 《블라인드》에서 김하늘과 공연하였다. 2012년, 유승호는 일본에서 인기리에 방영된 동명의 청춘 로맨스 드라마를 리메이크한 TV조선 드라마 《프로포즈 대작전》에 출연했다. 이후 그는 판타지 사극 드라마 MBC 《아랑 사또전》에서 옥황상제 역으로 특별출연하였다.
2013년, 그는 세 남녀의 이뤄질 수 없는 사랑을 다룬 MBC 멜로드라마 《보고싶다》에서 강형준 역할을 맡았다. 유승호는 이 작품에서 이수연(윤은혜 분)을 집착에 가깝게 사랑하는 재벌 2세이자 연쇄살인범 강형준 역을 맡아 강렬한 인상을 남겼다. 유승호는 ‘리틀 소지섭’이라는 애칭으로도 불리고 있는데, 2013년 그는 소지섭의 싱글 음반〈지우개〉의 뮤직비디오에 박신혜와 출연했다. 그는 또한 과거 2008년에 G라는 예명으로 음반을 발매한 소지섭의 〈고독한 인생〉 뮤직비디오에 출연한 적이 있다. 이후, 유승호는 그의 여행을 담은 첫 번째 사진집 《봄눈 그리고(유승호 첫 번째 화보집)》을 출판했다. 이 사진집은 유명 사진작가 보리(Bori)가 2013년 4월 9일에 사망하기 전에 촬영한 마지막 프로젝트로 알려졌다.

### 2013-2014: 군 생활
유승호는 2013년 1월에 종영한 MBC 드라마 《보고싶다》 이후 2013년 3월 5일 언론에 알리지 않고 자신의 팬카페에 인사만을 남기고 돌연 102 보충대로 군 입대를 하며 많은 팬들을 놀라게 했다. 27사단 신병교육대 조교로 복무한 그는 2014년 12월 4일 21개월간의 군 복무 마치고 돌아왔으며 팬들과 취재진들 앞에서 전역 신고를 마친 뒤 눈물을 쏟아 눈길을 끌었고, 이날 유승호는 "앞으로 더 좋은 작품으로 인사드리겠다"며 각오를 전했다.

### 2015-현재: 컴백 및 성인 배우로 자리매김
2015년, 유승호는 군 제대 이후 첫 행보로 브라운아이드소울의 싱글 프로젝트 첫 번째 나얼의 〈같은 시간 속의 너〉 뮤직비디오에 출연했다. 나얼은 뮤직비디오 주인공 선정 과정에서 유승호를 강력히 추천했고, 유승호가 이를 받아들여 두 스타의 만남이 성사됐다고 전해졌다.
유승호는 마술사와 공주의 사랑이라는 팬시한 소재를 다룬 김대승 감독의 영화 《조선마술사》에서 조선시대 최고의 마술사 환희 역을 연기했다. 이 영화는 유승호의 군 제대 후 첫 복귀작으로 많은 관심을 모았지만, 화려한 영상미에 비해 다소 평면적인 캐릭터들은 밋밋함을 안겨주며 관객들의 공감을 얻는 데 실패했고, 62만 관객 수라는 흥행 참패를 기록했다. 이후 그는 억울하게 수감된 아버지(전광렬 분)의 무죄를 밝혀내기 위해 거대 권력과 맞서 싸우는 천재 변호사의 이야기를 다룬 2015년 12월부터 2016년 2월까지 방영된 SBS 드라마 《리멤버 - 아들의 전쟁》에서 아버지의 무죄를 밝히기 위해 고군분투하는 천재 변호사 서진우 역할을 연기했다. 유승호는 SBS 연기대상 장르드라마부문 남자우수연기상을 수상했다.
2016년, 유승호는 임금도 속여먹고, 주인 없는 대동강도 팔아 치운 전설의 사기꾼 김선달의 통쾌한 사기극을 그린 영화 《봉이 김선달》에서 김선달 역을 연기했다. 이 영화는 대형 액션은 아니지만 규모 있는 스펙터클 보여줬다는 긍정적인 평가를 받았고, 204만의 관객 수를 기록했다. 2016년 10월, 유승호는 MBC 사극 멜로드라마 《군주 - 가면의 주인》에서 왕세자 이선 역에 캐스팅된 것이 발표되었다. 이 드라마는 2017년 5월에 첫 방영
되었다.
이후 같은 해 12월부터 방영한 MBC 드라마《로봇이 아니야》에서 인간 알러지로 사람과의 접촉을 피하는 남자 김민규 역을 연기했다.
2018년 12월에 방영한 SBS 드라마 《복수가 돌아왔다》에 출연했다. 이 작품은 유쾌한 힐링 학원 로맨스물이며, 유승호는 퇴학남에서 남 일을 대신해주는 대신남으로, 그리고 다시 복수남과 허당남으로 변신하는 주인공 강복수 역을 맡았다.
2020년 3월부터 방송한 tvN 드라마 《메모리스트》에서 기억을 읽는 초능력 형사 동백 역으로 출연했다. 이 드라마는 동명의 다음 웹툰을 원작으로 하고 있다.

## 연기 활동

### 영화
| 연도   | 제목                        | 역할             | 비고       |
| ------ | --------------------------- | ---------------- | ---------- |
| 2002년 | 집으로...                   | 상우             |            |
| 2003년 | 해피 에로 크리스마스        | 꼬마 천사 성가대 | 특별 출연  |
| 2004년 | 돈 텔 파파                  | 김초원           |            |
| 2006년 | 마음이...                   | 찬이             |            |
| 2008년 | 서울이 보이냐?              | 길수             |            |
| 2009년 | 아스트로 보이 - 아톰의 귀환 | 아톰 (더빙)      | 애니메이션 |
| 2009년 | 부산                        | 김종철           |            |
| 2009년 | 4교시 추리영역              | 한정훈           |            |
| 2011년 | 마당을 나온 암탉            | 초록 (더빙)      | 애니메이션 |
| 2011년 | 블라인드                    | 권기섭           |            |
| 2012년 | 기억의 조각들               | 승호             | 단편 영화  |
| 2015년 | 조선마술사                  | 환희             |            |
| 2016년 | 봉이 김선달                 | 김선달 / 김인홍  |            |
| 2022년 | 특송                        | 마지막 특송 남   | 우정출연   |

### 텔레비전 드라마
| 연도   | 방송사     | 제목                            | 역할                     | 비고          |
| ------ | ---------- | ------------------------------- | ------------------------ | ------------- |
| 2000년 | MBC        | 창사특집극 - 가시고기           | 정다움                   | 데뷔작        |
| 2000년 | MBC        | 황금시대                        |                          |               |
| 2001년 | MBC        | 베스트극장 - 주차장에서 생긴 일 |                          | 단막극, 437회 |
| 2001년 | MBC        | 베스트극장 - 소년은 울지 않는다 | 두산                     | 단막극, 440회 |
| 2001년 | MBC        | 결혼의 법칙                     |                          |               |
| 2003년 | MBC        | 러브레터                        | 어린 이우진              | 조현재 아역   |
| 2003년 | MBC        | 베스트극장 - 올 댓 라면         | 준영                     | 단막극, 530회 |
| 2003년 | MBC        | 베스트극장 - 겨울새의 꿈        | 준호                     | 단막극, 562회 |
| 2004년 | MBC        | 베스트극장 - 안녕, 클레멘타인   | 세범                     | 단막극, 566회 |
| 2004년 | MBC        | 단팥빵                          | 어린 이신혁              | 김지완 아역   |
| 2004년 | KBS1       | 불멸의 이순신                   | 어린 이순신              | 김명민 아역   |
| 2004년 | KBS2       | 부모님전상서                    | 박준이                   |               |
| 2005년 | KBS2       | 마법전사 미르가온               | 미르                     | 어린이 드라마 |
| 2005년 | MBC        | 슬픈 연가                       | 어린 준영                | 권상우 아역   |
| 2006년 | 투니버스   | 에일리언 샘                     | 왕해룡                   | 어린이 드라마 |
| 2007년 | SBS        | 왕과 나                         | 어린 성종 (자을산군)     | 고주원 아역   |
| 2007년 | MBC        | 태왕사신기                      | 어린 담덕                | 배용준 아역   |
| 2009년 | MBC        | 선덕여왕                        | 김춘추                   |               |
| 2009년 | SBS        | 미남이시네요                    | 편의점에서 부딪히는 남자 | 9회 특별출연  |
| 2010년 | KBS2       | 공부의 신                       | 황백현                   |               |
| 2010년 | MBC        | 욕망의 불꽃                     | 김민재(송민재)           | 첫 성인 역할  |
| 2011년 | SBS        | 무사 백동수                     | 여운                     |               |
| 2012년 | TV조선     | 프로포즈 대작전                 | 강백호                   |               |
| 2012년 | MBC        | 아랑사또전                      | 옥황상제                 | 특별출연      |
| 2012년 | MBC        | 보고싶다                        | 강형준                   |               |
| 2015년 | MBC EVERY1 | 상상고양이                      | 현종현                   |               |
| 2015년 | SBS        | 리멤버 - 아들의 전쟁            | 서진우                   |               |
| 2017년 | MBC        | 군주 - 가면의 주인              | 이선 세자                |               |
| 2017년 | MBC        | 로봇이 아니야                   | 김민규                   |               |
| 2018년 | OCN        | 플레이어                        | 경비                     | 특별출연      |
| 2018년 | SBS        | 복수가 돌아왔다                 | 강복수                   |               |
| 2020년 | tvN        | 메모리스트                      | 동백 / 성주호            |               |
| 2021년 | KBS2       | 꽃 피면 달 생각하고             | 남영                     |               |
| 2023년 | wavve      | 거래                            | 이준성                   |               |
| 2024년 | JTBC       | 아임홈 다녀왔습니다             | 정동주                   |               |

## 연기 외 활동

### 텔레비전 프로그램
| 연도   | 방송사                 | 제목                           | 역할        | 비고                              |
| ------ | ---------------------- | ------------------------------ | ----------- | --------------------------------- |
| 2001년 | KBS2                   | TV는 사랑을 싣고               | 하리수 역   |                                   |
| 2008년 | MBC                    | 네버엔딩 스토리                | 게스트      | 2008.02.13 방송분                 |
| 2009년 | MBC                    | 찾아라! 맛있는 TV              | 게스트      | 스타의 맛집 소개 코너             |
| 2010년 | KBS1                   | 2010 희망로드 대장정           | 게스트      |                                   |
| 2012년 | XTM                    | 탑기어 코리아 시즌3            | 게스트      |                                   |
| 2013년 | KBS1                   | 공부하는 인간                  | 내레이션    |                                   |
| 2022년 | 디스커버리 채널 코리아 | 잠적-유승호                    | 주연        | 2022년 12월 29일 ~ 2023년 1월 5일 |
| 2023년 | KBS1                   | 다큐 인사이트 - 코드블루       | 내레이션    | 2023년 4월 6일                    |
| 2023년 | SBS                    | 꼬리에 꼬리를 무는 그날 이야기 | 이야기 친구 | 2023년 9월 28일                   |
| 2023년 | SBS                    | 런닝맨                         | 게스트      | 2023년 10월 8일                   |
| 2023년 | SBS                    | 런닝맨                         | 게스트      | 2023년 12월 3일                   |

### 웹예능
| 연도   | 방송사 | 제목   | 역할   | 비고            |
| ------ | ------ | ------ | ------ | --------------- |
| 2024년 | 유튜브 | 감별사 | 게스트 | 2024년 8월 24일 |

### 음반
| 연도   | 음반명          | 곡명                          |
| ------ | --------------- | ----------------------------- |
| 2010년 | 사랑의 리퀘스트 | '사랑을 믿어요' (with 아이유) |

### 뮤직 비디오
| 연도   | 가수         | 곡명                         | 공식 유튜브 |
| ------ | ------------ | ---------------------------- | ----------- |
| 2001년 | 듀크         | 〈두 번째 소원〉             |             |
| 2002년 | 린           | 〈사랑에 아파본 적 있나요?〉 | 유튜브      |
| 2002년 | Dragonfly    | 〈아버지와 아들〉            |             |
| 2002년 | 김장훈       | 〈미안해〉                   |             |
| 2002년 | 소냐         | 〈눈물이 나〉                |             |
| 2004년 | 팀           | 〈고마웠다고〉               |             |
| 2008년 | 브라운아이즈 | 〈가지마가지마〉             | 유튜브      |
| 2008년 | G            | 〈고독한 인생〉              |             |
| 2009년 | 조성모       | 〈그녀를 잘 부탁합니다〉     | 유튜브      |
| 2009년 | 티아라       | 〈거짓말 Part.1〉            | 유튜브      |
| 2010년 | 더원, 태연   | 〈별처럼〉                   |             |
| 2011년 | 허각, LE     | 〈그 노래를 틀 때마다〉      | 유튜브      |
| 2013년 | 소지섭       | 〈지우개〉                   | 유튜브      |
| 2015년 | 나얼         | 〈같은 시간 속의 너〉        | 유튜브      |
| 2016년 | 어반자카파   | 〈널 사랑하지 않아〉         | 유튜브      |
| 2018년 | 로시         | 〈술래〉                     | 유튜브      |

### 광고
| 연도          | 기업명                           | 제품명                         | 종류                  | 공동 출연                                    |
| ------------- | -------------------------------- | ------------------------------ | --------------------- | -------------------------------------------- |
| 1999년        | KT                               | N016                           | 통신사                |                                              |
| 1999년        | 오리온                           | 오리온 초코파이                | 스낵                  |                                              |
| 2000년~2002년 | 웅진그룹                         | 웅진씽크빅                     | 학습지                | 백지연, 김창완, 최수종                       |
| 2001년        | (주)아이북랜드                   | 아이북랜드                     | 어린이 방문 도서관    |                                              |
| 2002년        | SG존슨                           | 에프킬라플러스                 | 벌레 살충제           | 김원희                                       |
| 2002년        | 남양유업                         | 아인슈타인                     | 우유                  |                                              |
| 2002년        | 예신퍼슨스                       | 마루                           | 의류                  | 윤도현, 이세영 외                            |
| 2002년        | CJ제일제당                       | 햇국수                         | 식품                  | 강석우                                       |
| 2002년        | 한국맥도날드                     | 맥도날드 369할인메뉴           | 패스트푸드 프랜차이즈 | 정은표                                       |
| 2006년        | 윌로펌프 코리아                  | 윌로펌프                       | 펌프 전문기업         | 이세영                                       |
| 2009년        | Hy                               | 프리미엄 슈퍼100               | 유제품                |                                              |
| 2009년        | LG유플러스                       | 오즈                           | 통신사                | 이연희                                       |
| 2009년        | 크라운제과                       | 초코하임                       | 스낵                  |                                              |
| 2009년        | 삼성물산 패션부문                | 빈폴                           | 의류                  |                                              |
| 2009년        | (주)에뛰드                       | AC클리닉                       | 화장품                |                                              |
| 2009년~2010년 | MPK 그룹                         | 미스터피자                     | 피자 프랜차이즈       | 박보영                                       |
| 2010년        | 대유위니아                       | 딤채                           | 김치냉장고            | 소지섭                                       |
| 2010년        | 레인컴                           | 아이리버 딕플                  | MP3 전자사전          |                                              |
| 2010년        | 영화진흥위원회, 영상물보호위원회 | 굿다운로더 캠페인              | 불법다운로드 공익광고 | 안성기, 박중훈, 정재영, 박해일, 수애, 한예슬 |
| 2010년~2012년 | 아디다스                         | 아디다스 네오 라벨             | 스포츠 브랜드         | 2NE1                                         |
| 2011년        | 코오롱인더스트리                 | 커스텀멜로우                   | 남성 정장 의류        |                                              |
| 2012년        | 팬택                             | 베가 S5                        | 스마트폰              |                                              |
| 2012년        | 게스 코리아                      | 지바이게스                     | 진 브랜드             | 아이유                                       |
| 2013년        | (주)유엔비                       | U&B                            | 메디컬 의료기기       |                                              |
| 2015년        | 농심                             | 수미칩                         | 스낵                  |                                              |
| 2015년        | 아디다스                         | 2015 아디다스 MBC+ 마이런 서울 | 마라톤 대회           |                                              |
| 2015년~2016년 | CJ제일제당                       | 쁘띠첼                         | 디저트 브랜드         |                                              |
| 2015년~2016년 | 롯데그룹                         | 롯데백화점                     | 쇼핑몰                | 박신혜                                       |
| 2017년        | 비알코리아                       | 배스킨라빈스 31                | 아이스크림 프랜차이즈 | 차은우, 송유정, 권혁수, 김민교               |
| 2017년        | (주)NH농협카드                   | NH농협카드                     | 신용카드              |                                              |

## 저서
- 2013년 《봄눈 그리고(유승호 첫 번째 화보집)》 (위즈덤하우스, ISBN 9788959137268)

## 홍보대사
| 연도   | 홍보대사명                                   |
| ------ | -------------------------------------------- |
| 2006년 | 제2회 고양국제어린이영화제 어린이 홍보대사   |
| 2007년 | 인천국제디자인페어 홍보대사                  |
| 2008년 | 한국교원단체총연합회 교육홍보대사            |
| 2008년 | 한국청소년단체협의회 청소년단체활동 홍보대사 |
| 2009년 | 1318알자알자플러스 캠페인 홍보대사           |
| 2010년 | 대한민국 청소년주간 기념식 명예 홍보대사     |
| 2010년 | 제4회 서울충무로국제영화제 홍보대사          |
| 2011년 | 경기 키즈 아트 페스티벌 홍보대사             |

## 콘서트
- 2019년 <유승호 팬미팅> (2019.08.17 성수아트홀)
- 2023년 <유승호 팬미팅> (2023.11.19 신한카드 SOL 페이 스퀘어 라이브홀)

## 연극
- 2024년 <엔젤스 인 아메리카 - 파트원 : 밀레니엄이 다가온다> - 프라이어 역 (2024.08.06 ~ 2024.09.28 LG아트센터 서울 LG SIGNATURE홀)
- 2025년 <킬링시저> - 브루터스 역 (2025.05.10 ~ 2025.07.20 서강대학교 메리홀 대극장)

## 수상 및 후보
| 연도 | 시상식                            | 부문                             | 작품                         | 결과 |
| ---- | --------------------------------- | -------------------------------- | ---------------------------- | ---- |
| 2002 | 2002 이데일리 문화대상            | 젊은 예술가상                    | 빈칸                         | 수상 |
| 2002 | 제39회 대종상                     | 신인남우상                       | 《집으로...》                | 후보 |
| 2002 | 제1회 대한민국 영화대상           | 신인남우상                       | 《집으로...》                | 후보 |
| 2005 | KBS 연기대상                      | 남자 청소년연기상                | 《부모님 전상서》            | 수상 |
| 2007 | 제1회 대한민국영화연기대상        | 아역상                           | 《마음이...》                | 수상 |
| 2007 | SBS 연기대상                      | 남자 아역상                      | 《왕과 나》                  | 수상 |
| 2008 | 제2회 Mnet 20's Choice            | 핫연하남상                       | 빈칸                         | 수상 |
| 2009 | 제4회 앙드레김 베스트 스타 어워드 | 남자 스타상                      | 빈칸                         | 수상 |
| 2009 | MBC 연기대상                      | 남자 신인연기상                  | 《선덕여왕》                 | 수상 |
| 2010 | 제46회 백상예술대상               | TV부문 남자 신인연기상           | 《공부의 신》                | 후보 |
| 2010 | 제46회 백상예술대상               | 영화부문 남자 신인연기상         | 《4교시 추리영역》           | 후보 |
| 2010 | 제26회 코리아 베스트드레서 백조상 | 탤런트부문                       | 빈칸                         | 수상 |
| 2010 | MBC 연기대상                      | 남자 인기상                      | 《욕망의 불꽃》              | 후보 |
| 2010 | MBC 연기대상                      | 베스트 커플상 (with 서우)        | 《욕망의 불꽃》              | 후보 |
| 2010 | KBS 연기대상                      | 베스트 커플상 (with 지연)        | 《공부의 신》                | 후보 |
| 2010 | KBS 연기대상                      | 남자 네티즌상                    | 《공부의 신》                | 후보 |
| 2010 | KBS 연기대상                      | 미니시리즈부문 남자 우수연기상   | 《공부의 신》                | 후보 |
| 2012 | MBC 연기대상                      | 미니시리즈부문 남자 우수연기상   | 《아랑사또전》, 《보고싶다》 | 후보 |
| 2016 | 제9회 코리아 드라마 어워즈        | 남자 최우수연기상                | 《리멤버 - 아들의 전쟁》     | 후보 |
| 2016 | SBS 연기대상                      | 장르드라마부문 남자 우수연기상   | 《리멤버 - 아들의 전쟁》     | 수상 |
| 2017 | MBC 연기대상                      | 미니시리즈부문 남자 최우수연기상 | 《군주 - 가면의 주인》       | 수상 |
| 2017 | MBC 연기대상                      | 남자 인기상                      | 《로봇이 아니야》            | 후보 |
| 2018 | 제13회 숨피 어워즈                | 올해의 연기상 남자부문           | 《군주 - 가면의 주인》       | 후보 |
| 2018 | 제13회 숨피 어워즈                | 베스트 커플상 (with 김소현)      | 《군주 - 가면의 주인》       | 후보 |
| 2019 | 제14회 숨피 어워즈                | 올해의 연기상 남자부문           | 《로봇이 아니야》            | 후보 |
| 2019 | SBS 연기대상                      | 미니시리즈부문 남자 최우수연기상 | 《복수가 돌아왔다》          | 후보 |
| 2024 | 대한민국 퍼스트브랜드 대상        | OTT 남자배우 부문                | 《거래》                     | 수상 |